# 甲山 (香川県)
甲山（かぶとやま）は、香川県善通寺市に座する標高87.2mの山である。
山麓には四国八十八箇所第74番札所である甲山寺がある。最も高い所に明治時代に建立された神武天皇・孝明天皇の石碑があり、一段下に三角点がある。室町時代には天霧城の出城があったと言われる。山中には江戸時代に開かれたという西国三十三所の写しの石仏が並ぶ。
登り口は甲山寺の境内から通じていて、山頂への遊歩道の途中には子供広場があるが荒れている。
当山の裾野に位置する甲山寺の境内が、大師堂奥の甲山山腹には、開山の由緒となる毘沙門窟が開口しており、本堂や大師堂などの主要境内地と甲山を一体化させるとして、讃岐遍路道の構成要素の一つとして追加するように国の史跡に2024年12月20日答申された
。

## ギャラリー

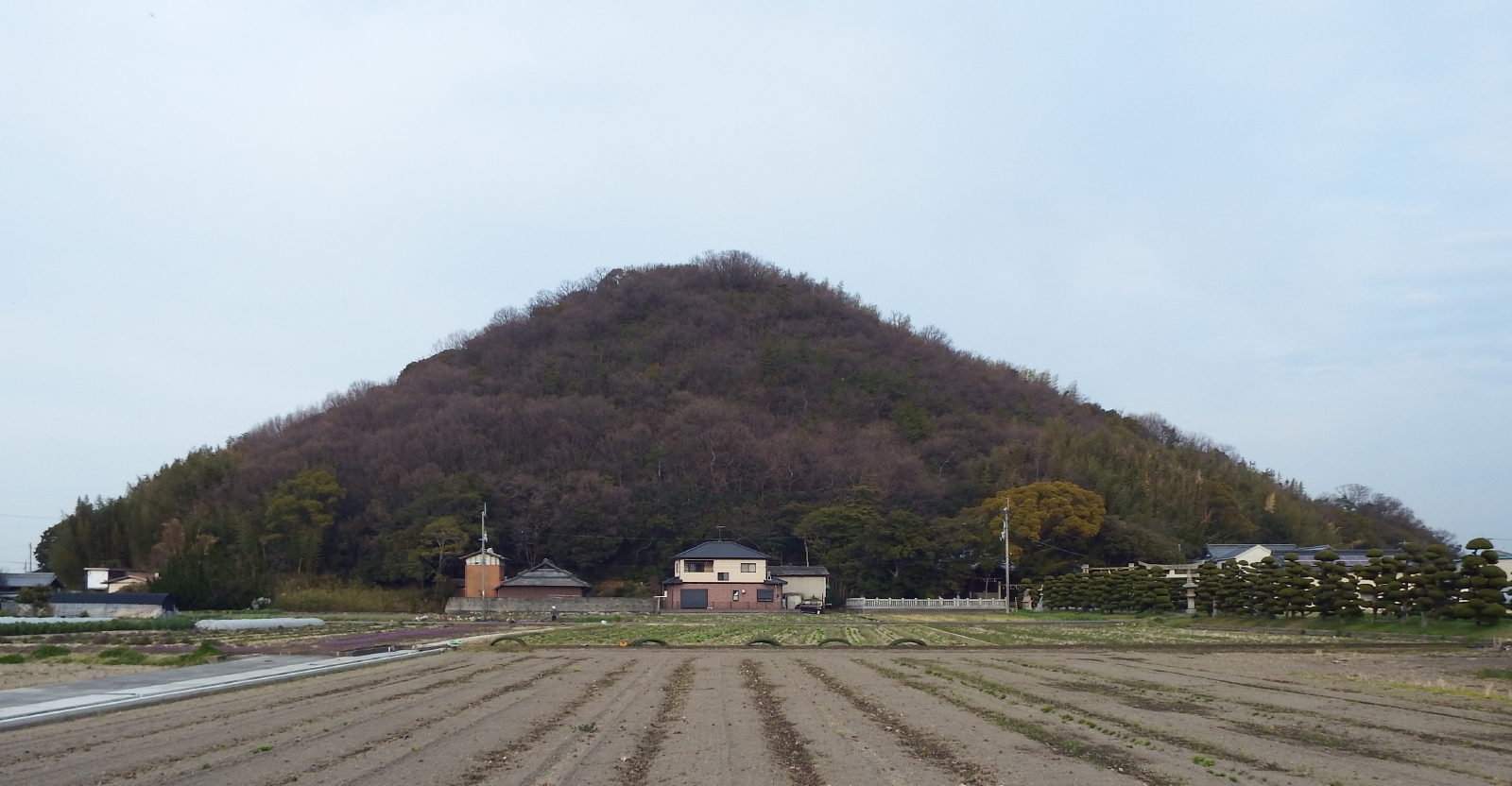
西側から
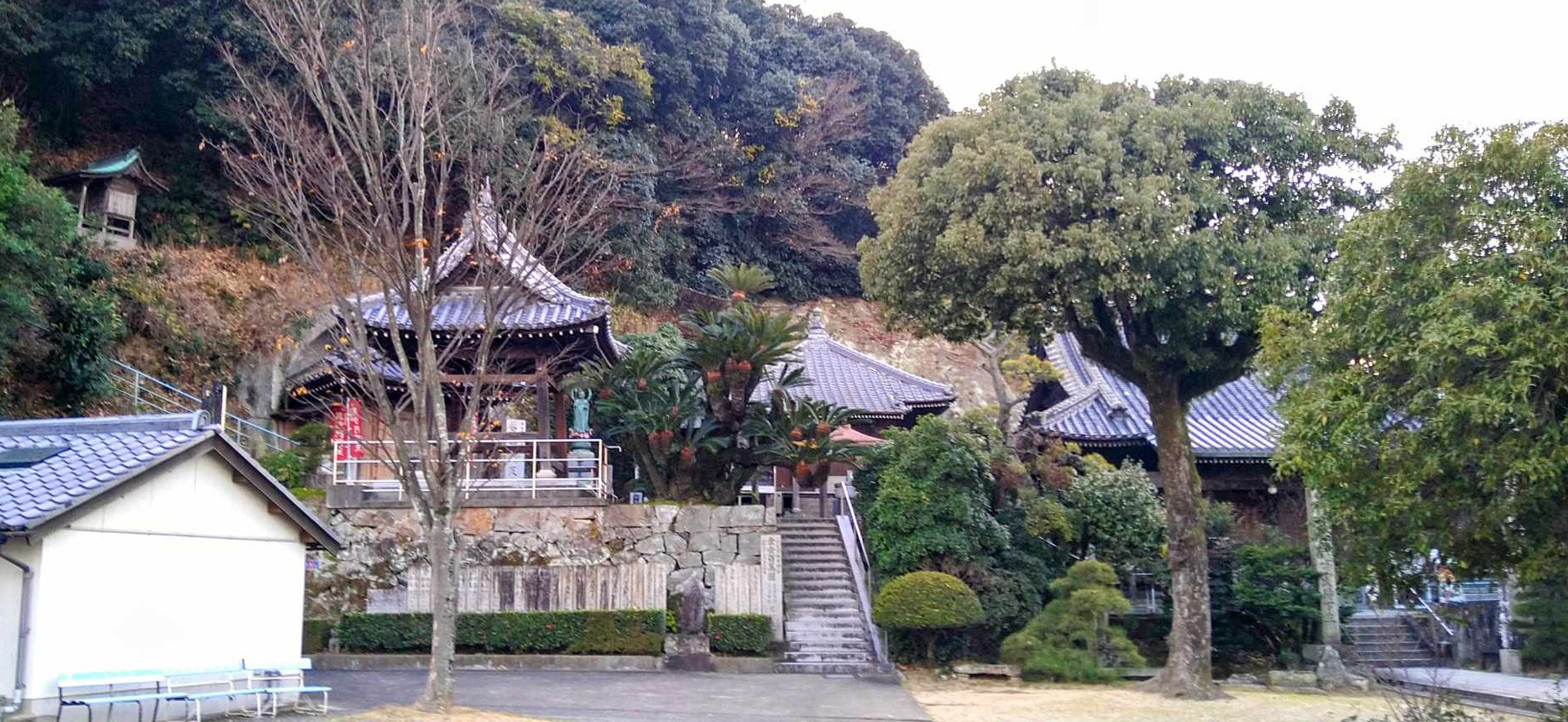
甲山寺　境内
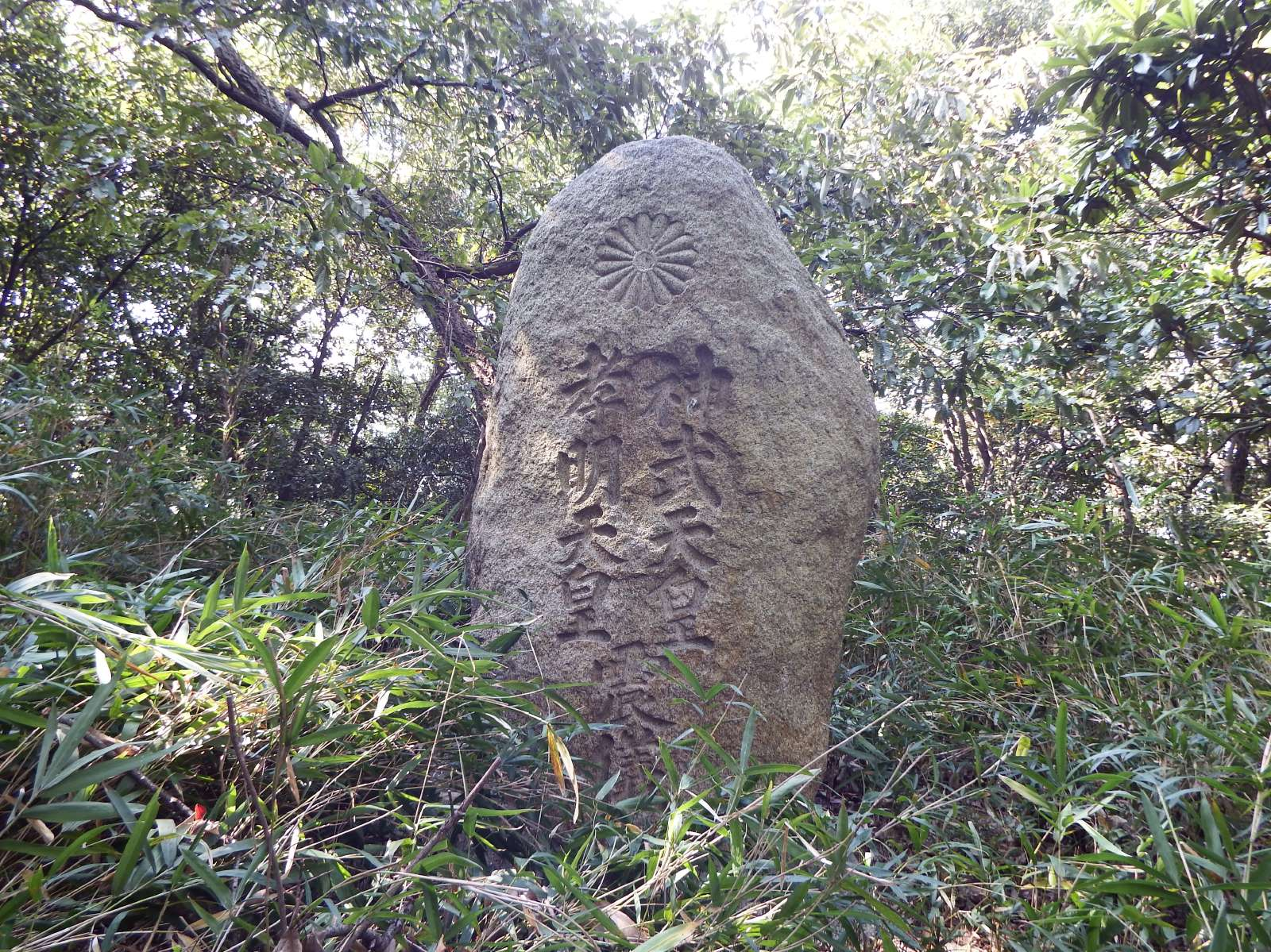
頂上の石碑
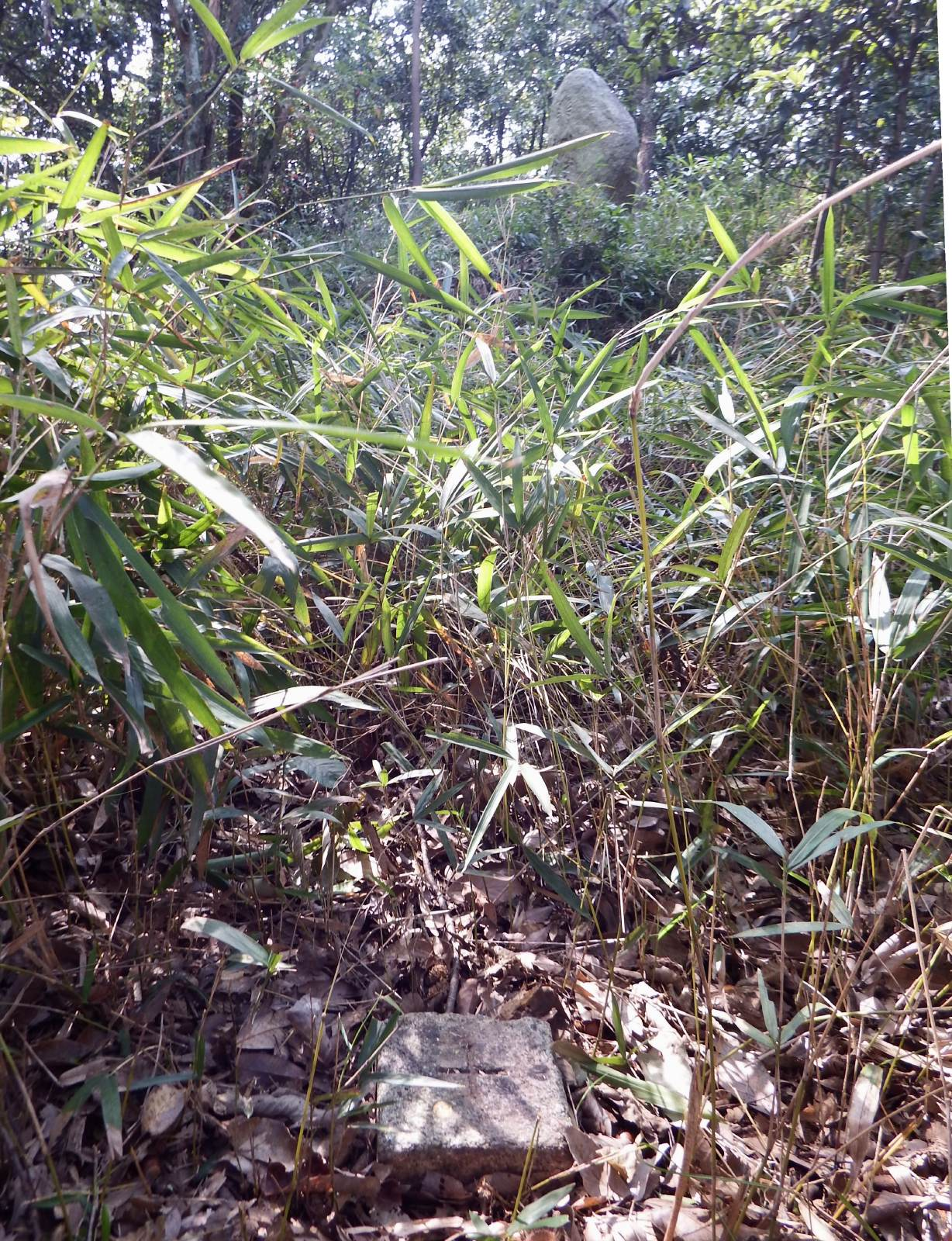
三角点